# Сезен Аксу
Сезе́н Аксу́ (тур. Sezen Aksu, настоящее имя — Фатма́ Сезе́н Йылдыры́м тур. Fatma Sezen Yıldırım; род. 13 июля 1954) — турецкая поп-певица, продюсер и автор многих песен, известная как в Турции, так и за рубежом.

## Биография
Родилась в Денизли в 1954 году. Мать, которая была учительницей, и отец дали девочке имя Фатма Сезен. Её семья переехала в Измир, когда ей было три года, где она провела своё детство и раннюю юность. На заре своей карьеры у Сезен Аксу работала будущая победительница «Евровидения» от Турции Сертаб Эренер.
Вместе со своей близкой подругой Аждой Пеккан Аксу приписывают создание основ турецкой поп-музыки в 1970-х годах. Она так же была популярна на Балканах и Греции. Аксу также гастролировала по Европе и США, что вызвало критические оценки.
У Аксу активная политическая и гражданская позиции. Она поддерживала конституционную реформу, права меньшинств, права женщин, защиту окружающей среды и реформы образования в Турции. Была замужем и развелась четыре раза, но сохранила фамилию от второго брака с Али Энгин Аксу, доктором геологии, который в настоящее время проживает в Канаде. У нее есть сын от Синана Озера по имени Митхат Джан, который является ведущим вокалистом группы Pist’on.

## Дискография
- 1977 — Allahaısmarladık
- 1978 — Serçe
- 1980 — Sevgilerimle
- 1981 — Ağlamak Güzeldir
- 1982 — Firuze
- 1984 — Sen Ağlama
- 1986 — Git
- 1988 — Sezen Aksu’88
- 1989 — Sezen Aksu Söylüyor
- 1991 — Gülümse
- 1993 — Deli Kızın Türküsü
- 1995 — Işık Doğudan Yükselir
- 1996 — Düş Bahçeleri
- 1997 — Düğün ve Cenaze
- 1998 — Adı Bende Saklı
- 2000 — Deliveren
- 2002 — Şarkı Söylemek Lazım
- 2003 — Yaz Bitmeden
- 2005 — Bahane
- 2005 — Bahane Remixes
- 2005 — Kardelen
- 2008 — Deniz Yıldızı
- 2009 — Yürüyorum Düş Bahçeleri’nde…
- 2011 — Öptüm
- 2017 — Biraz Pop Biraz Sezen